# 가사하라 유키오

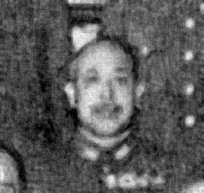
가사하라 유키오

가사하라 유키오(일본어: 笠原 幸雄 카사하라 유키오[*], 1889년 11월 6일 ~ 1988년 1월 2일)는 일본 제국의 육군 군인이다.